# 一月六日独裁
一月六日独裁是南斯拉夫王國国王亞歷山大一世建立的王家獨裁政體，其最终目的是创立南斯拉夫主義意识形态，确立单一的南斯拉夫民族認同。该独裁政体始于1929年1月6日，亚历山大一世于当天宣佈议会暫停運作，国家大权由自己独揽，最终在《1931年南斯拉夫宪法》颁布后，該独裁政体终结。